# Communauté de communes du sud Arrageois
La communauté de communes du sud Arrageois est une ancienne communauté de communes française, située dans le département du Pas-de-Calais et la région Nord-Pas-de-Calais, arrondissement d'Arras.

## Historique
Scindée dans le cadre de la réforme des collectivités territoriales, les 8 communes de la vallée du Cojeul ont rejoint la communauté urbaine d'Arras, les 14 autres ont fusionné avec la communauté de communes de la région de Bapaume et la communauté de communes du canton de Bertincourt, formant ainsi la nouvelle communauté de communes du Sud Artois.
Fontaine-lès-Croisilles et Chérisy envisagent à terme d'intégrer la nouvelle intercommunalité Osartis - Marquion.

## Composition
Elle est composée des communes suivantes :
1. Ayette
2. Boiry-Becquerelle
3. Boisleux-au-Mont
4. Boisleux-Saint-Marc
5. Boyelles
6. Bullecourt
7. Chérisy
8. Courcelles-le-Comte
9. Croisilles
10. Écoust-Saint-Mein
11. Ervillers
12. Fontaine-lès-Croisilles
13. Gomiécourt
14. Guémappe
15. Hamelincourt
16. Hénin-sur-Cojeul
17. Héninel
18. Mory
19. Moyenneville
20. Noreuil
21. Saint-Léger
22. Saint-Martin-sur-Cojeul

## Compétences
La communauté de communes du sud Arrageois exerce différentes compétences obligatoires et optionnelles. Elle assure la collecte et le traitement des ordures ménagères, l'entretien des voiries communautaires, le service public d'assainissement non collectif (SPANC), le développement économique, les zones d'activités, l'aménagement de l'espace (PLU), la petite enfance et l'action sociale. En 2011 l'intercommunalité ajoute un volet touristique avec la création du musée Jean et Denise Letaille - Bullecourt 1917.

## Présidents
| Période | Période | Identité           | Étiquette | Qualité                    |
| ------- | ------- | ------------------ | --------- | -------------------------- |
| 1992    | 2001    | Augustin Sergeant  | RPR       | Maire de Ecoust Saint Mein |
| 2001    | 2002    | Jean-Marie Legrand | RPR       | Maire de Chérisy           |
| 2002    | 2012    | Gérard Dué         | PS        | Maire de Croisilles        |

## Festivités
De 2007 à 2012, la communauté de communes s'est associée chaque été (excepté 2011) à l'organisation des Dimanches de l'Artois,,,.